# Nova Esperança (Polònia)
Nova Esperança (en polonès: Nowa Nadzieja; NN) anteriorment conegut com a Confederació per a la Renovació de la República de la Llibertat i Esperança (Konfederacja Odnowy Rzeczypospolitej Wolność i Nadzieja;KORWiN) és un partit de dreta a ultradreta de Polònia, membre de la Confederació.

## Història
El partit es va formar poc després que Janusz Korwin-Mikke fos destituït de la presidència del Congrés de la Nova Dreta. La facció pro-Korwin del KNP va acabar formant KORWiN abans de les eleccions presidencials de 2015. En aquestes, la candidatura de Janusz va obtenir 486.084 vots, el 3.26% i la quarta posició. En les eleccions legislatives del mateix any, KORWiN aconseguiria el 4,76% dels vots, fregant el llindar del 5%, i per tant, insuficient per aconseguir representació en el Sejm. Tanmateix, dos diputats del Kukiz'15, Jacek Wilk i més tard Jakub Kulesza, abandonarien la seva formació per integrar-se en el partit.
A finals de 2018, KORWiN presentaria juntament amb el Moviment Nacional una nova coalició per presentar-se a les eleccions europees de 2019, el que acabaria esdevenint la Confederació Llibertat i Independència. Tot i que l'aliança no va aconseguir cap escó, els principals partits es van mantenir units per participar en les eleccions parlamentàries de 2019. La Confederació va acabar rebent el 6,81% dels vots i 11 escons, cinc dels quals van ser ocupats pels membres de KORWiN.
Per a les eleccions presidencials de 2020, la coalició va celebrar unes primàries en les quals va ser elegit Krzysztof Bosak, de l'aliat Moviment Nacional. Bosak va rebre el 6,8% dels vots, que va ser, amb diferència, el millor resultat de qualsevol candidat o partit avalat per Janusz Korwin-Mikke.
El març de 2022, al·legant que el partit havia abandonat les seves arrels llibertàries i que mantenia postures russòfiles, tres diputats van abandonar el partit i van crear un grup escissionat anomenat Wolnościowcy, que es mantindria durant un any en la Confederació fins a la seva sortida.
El 15 d'octubre de 2022, Korwin-Mikke va renunciar com a president del partit i va ser substituït per Sławomir Mentzen, llavors vicepresident. Mentzen va treballar per transformar la imatge del partit reduint el culte a la personalitat de Korwin-Mikke, culminant amb el canvi de nom del partit a "Nova Esperança", i la posterior expulsió del propi Korwin-Mikke el 28 d'octubre de 2023.
Més recentment, el partit ha augmentat el seu suport en les eleccions legislatives de 2023, amb 8 escons, i a les europees de 2024, amb tres eurodiputats.

## Resultats electorals

### Sejm
| Any  | Líder               | Vots                    | %                       | Escons  | +/– | Govern            |
| ---- | ------------------- | ----------------------- | ----------------------- | ------- | --- | ----------------- |
| 2015 | Janusz Korwin-Mikke | 722,999                 | 4.8 (#7)                | 0 / 460 | Nou | Extraparlamentari |
| 2019 | Janusz Korwin-Mikke | Dins de la Confederació | Dins de la Confederació | 5 / 460 | 5   | Oposició          |
| 2023 | Sławomir Mentzen    | Dins de la Confederació | Dins de la Confederació | 8 / 460 | 3   | Oposició          |

### Presidencials
| Any  | Candidat            | 1a volta  | 1a volta   | 2a volta | 2a volta | Resultat |
| Any  | Candidat            | Vots      | %          | Vots     | %        | Resultat |
| ---- | ------------------- | --------- | ---------- | -------- | -------- | -------- |
| 2015 | Janusz Korwin-Mikke | 486,084   | 3,26 / 100 | N/D      | N/D      | Derrota  |
| 2020 | Krzysztof Bosak     | 1,317,380 | 6,78 / 100 | N/D      | N/D      | Derrota  |
| 2025 | Sławomir Mentzen    |           |            |          |          |          |

### Parlament Europeu
| Any  | Líder               | Vots                    | %                       | Escons | +/– | Grup |
| ---- | ------------------- | ----------------------- | ----------------------- | ------ | --- | ---- |
| 2019 | Janusz Korwin-Mikke | Dins de la Confederació | Dins de la Confederació | 0 / 52 | Nou | –    |
| 2024 | Sławomir Mentzen    | Dins de la Confederació | Dins de la Confederació | 3 / 53 | 3   | ESN  |